# Franco Tosi
Franco Tosi Meccanica S.p.A., (appelée à l'origine Franco Tosi & C.) est une société d'ingénierie italienne spécialisée dans la métallurgie avec la production de turbines, de chaudières, d'échangeurs de chaleur et de pompes. La société a été fondée en 1881 par Franco Tosi, pionnier de ce secteur de l'industrie, à Legnano, près de Milan.

## Histoire

### Les débuts
En 1874, la société Cantoni Krumm SpA est fondée par Eugenio Cantoni et Luigi Krumm, dont le but était la construction, la maintenance et la réparation des métiers à tisser pour les industries textiles locales. En 1876, Franco Tosi, jeune ingénieur diplômé de l'École polytechnique fédérale de Zurich est recruté par Eugenio Cantoni au poste de directeur technique et développe un moteur à vapeur de 3 CV (1877) puis, en 1881, le fameux moteur à vapeur Ryder de 40 à 50 CV ainsi que des chaudières à vapeur. Cette même année 1881, Franco Tosi devient l'associé d'Eugenio Cantoni dans l'entreprise qui est renommée Franco Tosi & C.. En 1884, Tosi devient l'unique actionnaire de l'entreprise.
En 1883, la société construit les machines destinées à alimenter une centrale électrique dans le centre de Milan, Piazza del Duomo, qui était, lors de son inauguration, la troisième centrale électrique au monde après celles de New York et Londres. En 1890, la société employait 1 000 salariés.
Pour former ses salariés, l'entreprise a mis en place un système de cours du soir pour adultes et des écoles de jour pour les enfants de ses ouvriers. Elle avait également fait construire des maisons ouvrières dans un quartier considéré comme l'un des quartiers ouvriers les plus modernes d'Italie. Ces logements ont été construits à proximité des usines et des écoles d'entreprise. Par ailleurs, la société a créé une mutuelle maladie, une caisse de sécurité sociale et un club de loisirs pour tous les salariés.
Une machine à vapeur, produite par l'entreprise à la fin du XIXe siècle, est conservée au Musée des sciences et des techniques Léonard de Vinci de Milan. Elle est installée dans la centrale thermoélectrique Regina Margherita (it), située à l'entrée du musée. Elle a été conçue à l'École polytechnique de Milan, et installée dans la soierie Egidio & Pio Gavazzi à Desio le 9 novembre 1895. La production d'électricité de la centrale a cessé en 1954 et donnée au musée en 1958 par les héritiers Gavazzi, une importante famille de la noblesse lombarde.
Franco Tosi a été assassiné le 25 novembre 1898 alors qu'il revenait de Milan en train. L'entreprise a survécu au décès de son patron et s'est développée. Elle a déposé le brevet du premier moteur de 6 000 kW en 1904 et est devenu le premier constructeur italien de moteurs diesel en 1907. La société a supervisé la construction du premier sous-marin plongeant à 75 mètres de profondeur construit en Italie en 1920.

## L'entrée dans leXXesiècle
En 1912, la société Franco Tosi a fait construire, sur un terrain de Via Lodi à Legnano, le premier stade du Football Club de Legnano. Le stade, modernisé, est toujours opérationnel.
En 1914, Franco Tosi crée les Cantieri navali Tosi di Taranto - Chantiers navals Tosi de Tarente. Les sous-marins construits dans cet arsenal furent les premiers au monde à atteindre une profondeur de plongée de 75 mètres. Pendant la Première Guerre mondiale, les usines de Legnano ont reconverti leurs ateliers pour la production de matériel de guerre. Les usines Franco Tosi n'ont pas fait exception : le site métallurgique de Legnano a largement contribué à équiper l'artillerie de l'Armée royale italienne.

## L'entre deux guerres (1919-1939)
En 1919, la United Engineering Co. (en) de San Francisco obtient la licence pour fabriquer les versions à 4, 6 et 8 cylindres des moteurs diesel marins à quatre temps Franco Tosi
Au début des années 1920, Franco Tosi a également fourni les chaudières pour l'importante raffinerie Shell de Vado Ligure.
Dans les années 1930, Franco Tosi a fourni les machines nécessaires (turbines, moteurs diesel, chaudières, etc.) pour l'activation de la centrale électrique de Montemartini à Rome,. Cette centrale fut la première centrale publique de production d’électricité de la capitale italienne.
Pendant la Seconde Guerre mondiale, le 5 janvier 1944, alors que l'usine Franco Tosi était sous le contrôle de l'armée nazie, les SS ont mené une action de représailles à la suite d'une grève déclenchée par les ouvriers. Six ouvriers aux idées antifascistes qui faisaient partie du conseil d'usine ont été identifiés. À la suite de la rébellion des autres travailleurs, 63 d'entre eux ont été arrêtés. Après de longs interrogatoires, les Allemands libérèrent les ouvriers, à l'exception de sept, qui ont été déportés vers les camps de concentration dont ils ne sont jamais revenus.

## De l'après guerre aux années 1980
Après la Seconde Guerre mondiale, pour commercialiser ses turbines pour les centrales nucléaires et des générateurs de vapeur, dans le monde entier, Franco Tosi a débuté une collaboration avec les sociétés américaines Westinghouse Electric Corp. et Combustion Engineering pour produire de grandes turbines et des chaudières à vapeur. L'effectif de Franco Tosi atteint 4 800 salariés en 1951. Dans les années 1950, Franco Tosi & C. devient un véritable géant dans son secteur d'activité.
Chez Franco Tosi, les syndicats dominants sont la CGIL (tendance communiste) et la CISL (tendance catholique socialiste). C'est pour cette raison que le gouvernement américain a soudainement décidé de bloquer toutes les commandes avec les entreprises des pays dont les syndicats portaient une idéologie de gauche, dont Franco Tosi faisait partie. Malgré ce problème, la société a poursuivi sa croissance grâce aux investissements massifs dans ses ateliers qui lui ont permis de développer de nouveaux produits toujours à la pointe de la technologie, ce qui l'a obligée à agrandir le site industriel de Legnano.
Dans les années soixante, Franco Tosi obtient un grand nombre de commandes, notamment  pour les centrales électriques ENEL de Piacenza, Brindisi, Vado Ligure et Torvaldilaga (it), pour les centrales Edison et Esso de Marghera et Augusta , ainsi que pour les centrales de la mêmes sociétés qu'on les a trouvées en Malaisie, en Indonésie et en Jamaïque. Franco Tosi obtient ensuite des commandes d'autres entreprises pour des usines situées en Corée du Sud, en Argentine, en Arabie Saoudite, en Iran, en Inde et au Panama. Cette afflux de commandes a entraîné le recrutement de nouveaux salariés dont l'effectif va dépasser, au milieu des années 1960, les 4 500 ouvriers.
Dans les années 70, dans la période de son plus grand développement, l'entreprise métallurgique de Legnano employait environ 6 000 salariés ouvriers. La crise a commencé dans la deuxième partie des années 1980 à la suite du référendum sur les centrales nucléaires en Italie, qui a entraîné une baisse spectaculaire des commandes de ce type de centrales ; à cela s'ajoute la concurrence de plus en plus forte au niveau international, qui a encore aggravé la situation.

## Les multiples cessions de la société
Le début des années 1990 a été une période de crise mondiale pour tous les producteurs d'équipements de production d'énergie. La société Franco Tosi change de mains : l'entreprise historique de Legnano passe sous le contrôle du groupe ANSALDO. La société est intégrée dans sa filiale énergétique Ansaldo Energia. En décembre 1999, Franco Tosi employait 1 600 salariés. En 2000, sous la pression des autorités antitrust italiennes, pour éviter une concentration excessive dans la construction de centrales énergétiques chez ANSALDO, la holding doit céder la société Franco Tosi au groupe Casti qui renomme l'entreprise Franco Tosi Meccanica S.p.A.. En 2001, la puissance totale installée dans les systèmes produits par Franco Tosi s'élevait à environ 75 GW. En juin 2009, la société Franco Tosi Meccanica S.p.A. est rachetée par la société indienne Gammon Group, spécialisée dans les travaux publics.
Le 25 juillet 2013, le tribunal de Milan déclare la société insolvable,, et la société est placée sous administration extraordinaire. Le 9 juin 2015, à l'issue de la procédure de vente, le groupe Bruno Presezzi SpA rachète pour 3,6 Millions d'€uros la branche de base de la société Franco Tosi Meccanica qui comprend :
- tous les biens d'équipement destinés à l'activité commerciale (installations, machines, équipements),
- la marque « Franco Tosi »,
- les brevets et tout autre droit de propriété industrielle et intellectuelle, le savoir-faire et toute la documentation technique, y compris les archives de dessins,
- tous les travaux en cours et carnet de commandes.